# 66. вечити дерби у фудбалу
66. вечити дерби у фудбалу је фудбалска утакмица одиграна у Београду 22. јуна 1980. године, између Црвене звезде и Партизана. Утакмица се завршила резултатом 0 : 0.